# ولیکو تربلیوو
ولیکو تربلیوو (اسلوونیایی: Veliko Trebeljevo) یک زیستگاه انسانی در اسلوونی است که در Ljubljana City Municipality واقع شده‌است.

## خصوصیات
ولیکو تربلیوو ۰٫۷۶ کیلومترمربع مساحت و ۷۷ نفر جمعیت دارد و ۵۵۵ متر بالاتر از سطح دریا واقع شده‌است.